# Teenage Mutant Ninja Turtles: Out of the Shadows
Teenage Mutant Ninja Turtles: Out of the Shadows is een Amerikaanse actie-avonturenfilm uit 2016, geregisseerd door Dave Green. De film is een sequel op Teenage Mutant Ninja Turtles uit 2014.

## Verhaal
De schurk Shredder ontsnapt uit de gevangenis en sluit zich aan bij de  wetenschapper Dr. Baxter Stockman en zijn twee handlangers Bebop en Rocksteady. De Teenage Mutant Ninja Turtles proberen de kwaadaardige plannen van Shredder en zijn nieuwe team tegen te houden om zo een wereldramp te voorkomen. Maar het ergste moet nog komen als de Turtles bedreigd worden door de beruchte Krang. De Turtles krijgen hulp van April O'Neil, Vernon Fenwick en de vigilante Casey Jones.

## Rolverdeling
| Acteur                | Personage           | Opmerkingen            |
| --------------------- | ------------------- | ---------------------- |
| Pete Ploszek          | Leonardo            | stem en motion capture |
| Alan Ritchson         | Raphael             | stem en motion capture |
| Noel Fisher           | Michelangelo        | stem en motion capture |
| Jeremy Howard         | Donatello           | stem en motion capture |
| Danny Woodburn        | Splinter            | motion capture         |
| Tony Shalhoub         | Splinter            | stem                   |
| Gary Anthony Williams | Bebop               | stem en motion capture |
| Stephen Farrelly      | Rocksteady          | stem en motion capture |
| Brad Garrett          | Krang               | stem en motion capture |
| Megan Fox             | April O'Neil        |                        |
| Stephen Amell         | Casey Jones         |                        |
| Will Arnett           | Vernon Fenwick      |                        |
| William Fichtner      | Eric Sacks          |                        |
| Brian Tee             | Shredder            |                        |
| Tyler Perry           | Dr. Baxter Stockman |                        |
| Brittany Ishibashi    | Karai               |                        |
| Laura Linney          | Rebecca Vincent     |                        |